# Старозюринское сельское поселение
Старозюринское се́льское поселе́ние — муниципальное образование в Тюлячинском районе Татарстана Российской Федерации.
Административный центр — село Старые Зюри.

## История
Статус и границы сельского поселения установлены Законом Республики Татарстан от 31 января 2005 года № 43-ЗРТ «Об установлении границ территорий и статусе муниципального образования "Тюлячинский муниципальный район" и муниципальных образований в его составе».

## Население
| 2010  | 2011  | 2012  | 2013  | 2014  | 2015  | 2016  |
| ----- | ----- | ----- | ----- | ----- | ----- | ----- |
| 1048  | ↗1049 | ↗1066 | ↘1052 | ↗1064 | ↘1060 | ↗1074 |
| 2017  | 2018  |       |       |       |       |       |
| ↘1053 | ↘1045 |       |       |       |       |       |

## Состав сельского поселения
| № | Населённый пункт | Тип населённого пункта       | Население |
| - | ---------------- | ---------------------------- | --------- |
| 1 | Алан-Зире        | деревня                      |           |
| 2 | Большие Тюлязи   | деревня                      |           |
| 3 | Кара-Ширма       | деревня                      |           |
| 4 | Новые Зюри       | деревня                      |           |
| 5 | Старые Зюри      | село, административный центр |           |
| 6 | Урумширма        | деревня                      |           |